# Steep Hill

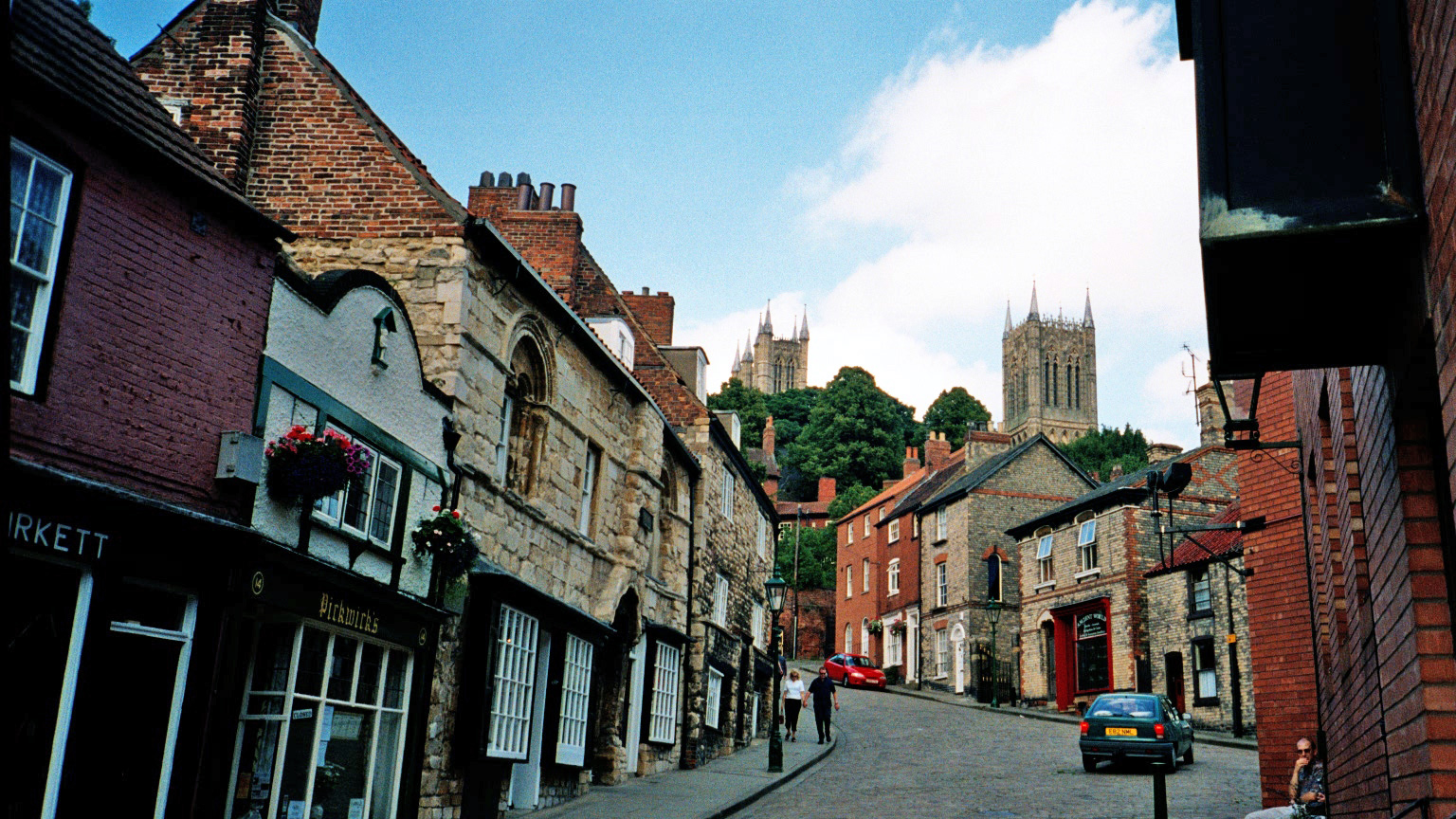
Steep Hill

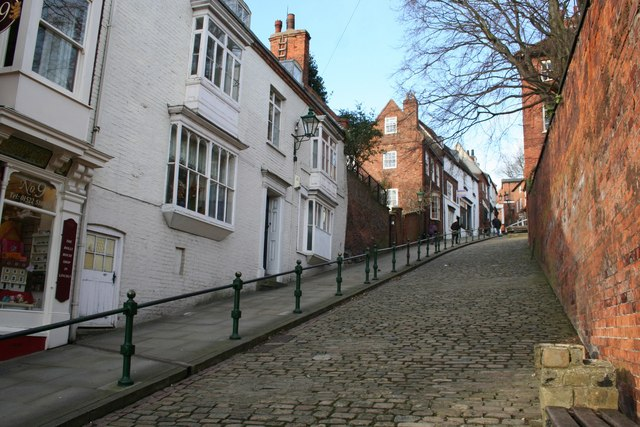
Het steilste stuk, met een helling van 20% en handleuning

Steep Hill is een historische straat in de Engelse stad Lincoln. De smalle gekasseide straat loopt steil (met een helling van 14%) omhoog naar de kathedraal van Lincoln en Lincoln Castle. Langs de straat staan verschillende historische panden, waaronder het Jew's House en Norman House uit de 12e eeuw.